# Genoplesium apostasioides
Genoplesium apostasioides är en orkidéart som först beskrevs av Robert Desmond David Fitzgerald, och fick sitt nu gällande namn av David Lloyd Jones och Mark Alwin Clements. Genoplesium apostasioides ingår i släktet Genoplesium och familjen orkidéer. Inga underarter finns listade i Catalogue of Life.